# VISA
 For alternative betydninger, se Visa (flertydig). (Se også artikler, som begynder med Visa)
VISA er en international udbyder af en række kreditkort lanceret under navnet Visa. Visa er et rekursivt akronym for VISA International Service Association. 18. marts 2008 gik firmaet på børsen, hvilket rejste en kapital på 17,9 mia. $.

## Typer af Visakort
Der findes flere typer Visa kort.

### Visa Electron
Visa Electron er et Visakort, der normalt er tiltænkt unge mellem 13 og 18 år. Med dette kort kan ejeren købe varer hos en lang række fysiske og netbaserede butikker, der modtager korttypen. Med Visa Electron kan man ikke hæve beløb, der er større end det indestående beløb på kontoen, som kortet hører til.

### Visa/Dankort
Et Visa/Dankort er et Dankort og Visakort i ét, så man har fordelen af et Visa-kort i udlandet og Dankort i Danmark. Ulempen er, at det som regel er dyrere end et almindeligt Dankort.
Et dankort måler: 53 mm x 85 mm.
Visa/Dankort er nu opdelt således at man kan bruge Visa-funktionen og Dankort-funktionen som man ønsker. Fordelen ved dette er i overvejende grad for butiksejerne, der skal betale mindre gebyr ved betaling af Dankort. Dette er en regel bestemt af EU.

## Økonomi
| Year | Omsætning i mio. US$ | Indkomst i mio. US$ | Antal medarbejdere |
| ---- | -------------------- | ------------------- | ------------------ |
| 2005 | 2.665                | 360                 |                    |
| 2006 | 2.948                | 455                 |                    |
| 2007 | 3.590                | −1.076              | 5.479              |
| 2008 | 6.263                | 804                 | 5.765              |
| 2009 | 6.911                | 2.353               | 5.700              |
| 2010 | 8.065                | 2.966               | 6.800              |
| 2011 | 9.188                | 3.650               | 7.500              |
| 2012 | 10.421               | 2.144               | 8.500              |
| 2013 | 11.778               | 4.980               | 9.600              |
| 2014 | 12.702               | 5.438               | 9.500              |
| 2015 | 13.880               | 6.328               | 11.300             |
| 2016 | 15.082               | 5.991               | 11.300             |
| 2017 | 18.358               | 6.699               | 12.400             |
| 2018 | 20.609               | 10.301              | 15.000             |
| 2019 | 22.977               | 12.080              | 19.500             |
| 2020 | 21.846               | 10.866              | 20.500             |
| 2021 | 24.105               | 12.311              | 21.500             |
| 2022 | 29.310               | 14.957              | 26.500             |